# José María Guillén Baumgarten
José María Guillén Baumgarten (18 de abril de 1962 Puerto Vallarta - México) es un Ex futbolista mexicano. 
Empezó su carrera en las fuerzas básicas del Club Deportivo Guadalajara en 1972 y fue ascendiendo las diversas categorías que conformaban las Fuerzas Básicas de dicho Club, hasta llegar a las Reservas Profesionales a la edad de 17 años,
Posteriormente fue seleccionado para el proceso Mundialista Juvenil de Australia 1981. Formó parte del equipo que contaba con Alfonso "Pescado" Portugal como técnico y con Antonio "La Tota" Carbajal como auxiliar. Jugó únicamente un partido en la copa, este fue contra Egipto, donde tuvo la fortuna de marcar un gol.
A su regreso fue ascendido a la Primera División por Diego Mercado en la gestión de Alfonso Cuevas Calvillo como presidente del Club Deportivo Guadalajara, para después ser separado del grupo por Sergio Ruiz L. por situaciones contractuales.